# 青野山
青野山（あおのやま）は島根県鹿足郡津和野町に位置する標高907mの火山。国の天然記念物・名勝に指定されている。また、青野山周辺は青野山県立自然公園となっている。

## 解説
第四紀の青野山火山群の一つであり、アダカイト質安山岩の溶岩ドームからなる。形成時期は文献に複数の記述がみられ、12.7万年前と23万年前がある。
山容は椀を伏せたような形状であり、北側に比較的に大きな谷を持っている。その山容の美しさから、津和野町のシンボル的な山として町民から親しまれている。
同山は、日本海沿岸から26km前後の位置にあり、古くは航海の目印として役立ったという。津和野七不思議にも数えられている。
江戸時代には、谷文晁の『日本名山図会』にも名山の一つとして描かれている。
山体には登山道があり、片道約1時間半ほどで登頂できる。山頂には眺望があり津和野の街並も望める。南西麓にある元笹山集落の平坦地は、溶岩流により堰止湖が形成されていた痕跡である。

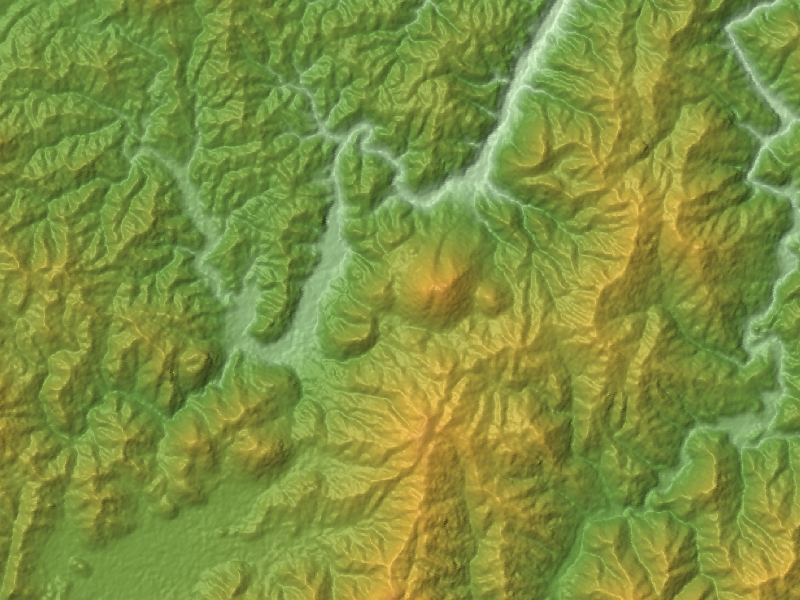
青野山周辺の地形図 中心が青野山
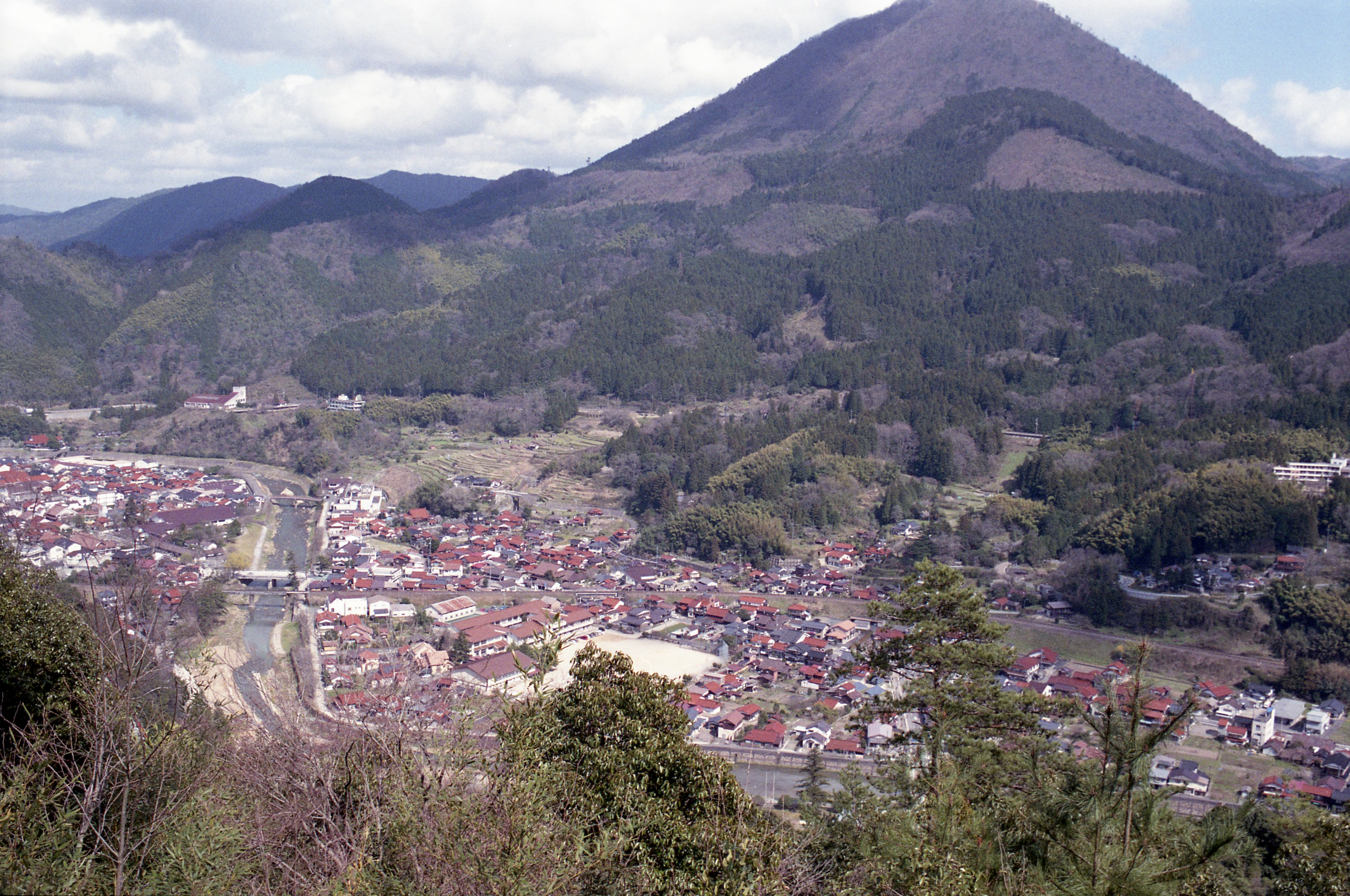
山頂が見切れているがすそ野はわかる